# Stainz
Stainz (Sloveens: Ščavnica) is een gemeente in de Oostenrijkse deelstaat Stiermarken, gelegen in het district Deutschlandsberg. De gemeente heeft ongeveer 8590 inwoners.

## Geografie
Stainz heeft een oppervlakte van 92,84 km². De gemeente ligt in het zuiden van de deelstaat Stiermarken, niet ver van de grens met Slovenië.

## Geboren
- Martin Hiden (11 maart 1973), voetballer

Bad Schwanberg ·
Deutschlandsberg ·
Eibiswald ·
Frauental an der Laßnitz ·
Groß Sankt Florian ·
Lannach ·
Pölfing-Brunn ·
Preding ·
Sankt Josef (Weststeiermark) ·
Sankt Martin im Sulmtal ·
Sankt Peter im Sulmtal ·
Sankt Stefan ob Stainz ·
Stainz ·
Wettmannstätten ·
Wies
- Gemeinsame Normdatei: 4056880-5
- Library of Congress Control Number: n80123393
- MusicBrainz: b0f201c8-9240-4ccd-bbff-60331e01a01c
- Nationale Bibliotheek van Tsjechië: ge522575
- Nationale Bibliotheek van Israël: 987007559631605171
- Virtual International Authority File: 158277853
- WorldCat: E39PBJrKP6Jb47hfKTqdvTHHmd